# Tenix Defence
Tenix Defence était une entreprise australienne, la plus importante société du pays dans le secteur de la défense, avec des produits dans les domaines aérospatial, terrestre, maritime et électronique. La société a été formée en 1997 après sa scission de la société mère Transfield Services. Elle faisait partie de Tenix jusqu’à ce que la branche défense devienne connue sous le nom de Tenix Defence. Elle comportait deux divisions : Tenix Marine et Tenix Aérospatial et Défense (comprenant les anciennes divisions Land, Aérospatial et Systèmes électroniques).
BAE Systems a annoncé en janvier 2008 son intention d’acquérir Tenix et l’acquisition a été réalisée en juin 2008 pour 775 millions de dollars,,,. BAE Systems Australia est ainsi devenu le plus important fournisseur de défense d'Australie, avec plus de 6500 employés et un chiffre d'affaires annuel d’environ 1,7 milliard de dollars australiens.

## Secteur terrestre
Tenix Defence a conçu, fabriqué, modifié et réparé tous les principaux véhicules militaires en service en Australie. Elle comptait plus de 300 employés à Wingfield (Australie-Méridionale) et à Bandiana dans l’État de Victoria. 
Wingfield était la plus grande installation de véhicules militaires privée d’Australie, offrant des services d’ingénierie, un soutien logistique intégré, une assistance tout au long de la vie des véhicules, la gestion de la configuration, le prototypage, l’entreposage, la production et les ateliers de peinture.
À Bandiana, la division terrestre fournissait des services de soutien logistique et de garnison au commandement logistique interarmées. Cela comprenait l’entreposage et l’entretien de l’artillerie de gros calibre, des armes guidées, des véhicules blindés et non blindés et d’autres systèmes d’armes. Les principaux projets entrepris par la Division terrestre comprenaient le projet de modernisation du LAND 106 M113 et 10 limousines blindées (basées sur le Holden Caprice) pour le Ministère du procureur général australien.

## Secteur maritime

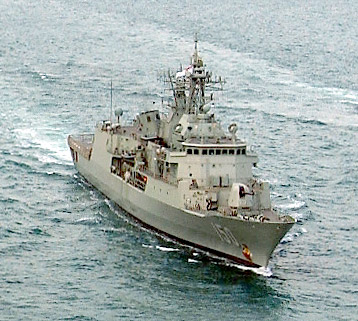
Le opérant en soutien de l’opération Enduring Freedom.

Tenix Defence Marine Division était un important concepteur et constructeur de navires dans la région Asie-Pacifique, axé sur la prestation de solutions aux possibilités commerciales et de défense pour les nouvelles activités de construction et de soutien.
Des travaux de construction, de réparation et d’entretien ont été entrepris dans les chantiers navals australiens de Williamstown, dans l'État de Victoria, et d’Henderson en Australie-Occidentale. Les deux installations ont également assuré un soutien aux navires en service. Le site de Whangarei en Nouvelle-Zélande fabriquait la superstructure et les modules de coque pour les navires de classe Anzac, ainsi que les quatre patrouilleurs pour le projet RNZN classe Protector. D’autres installations étaient situées à Darwin, Cairns, Brisbane et Sydney. La division avait de l’expérience dans la conception, la construction et la livraison de plus de 200 navires de guerre, paramilitaires et spécialisés.
Les navires construits par Tenix Defence comprennent les dix frégates de la classe Anzac et deux patrouilleurs hauturiers de la classe Protector. En juin 2007, le ministre australien de la Défense a annoncé que Tenix Defence avait été choisi comme soumissionnaire pour la construction des deux grands navires amphibies de la classe Canberra appelés Landing Helicopter Dock (LHD) au coût de 3 milliards de dollars. Les navires HMAS Canberra (L02) et HMAS Adelaide (L01) sont entrés en service respectivement en 2014 et 2015. Tenix avait proposé de construire la conception de Navantia en partenariat avec l’entreprise espagnole.

## Secteur aérospatial
En 1998, De Havilland Australia a été rachetée par Tenix.
Grâce à son héritage, Tenix Defence a acquis une expérience ininterrompue dans l’industrie aéronautique australienne qui s’étend sur six décennies. La Division de l’aérospatiale a été créée en 1998 spécifiquement pour fournir une capacité de soutien aux programmes aéronautiques de la Force de défense australienne (ADF).
Elle a obtenu la certification d’organisme d’ingénierie agréé pour mener des études de conception sur un certain nombre d’aéronefs de défense. La Division a également obtenu une certification du ministère de la Défense australien pour la gestion de la valeur ajoutée. Elle est gérée depuis Melbourne et possède son propre hangar à l’aéroport Melbourne-Tullamarine. La division a également travaillé sur des projets avec les ADF sur le terrain à HMAS Albatross à Nowra, RAAF Williamtown et RAAF Edinburgh.

## Systèmes électroniques
La Division des systèmes électroniques (DSE) était le centre de technologie et de systèmes électroniques de Tenix Defence et entretenait des liens étroits avec le Defence Science and Technology Group. Elle était un fournisseur de solutions intégrées pour les systèmes activés par réseau, le renseignement, la surveillance et la reconnaissance, la guerre électronique et la Network centric warfare (NCW, en français : guerre centrée sur le réseau).
Les principaux projets entrepris par la Division des systèmes électroniques comprenaient le simulateur avancé de défense aérienne (AADS) pour former les opérateurs de l’armée australienne à l’utilisation de l’arme de défense aérienne au sol Saab Bofors Dynamics RBS 70, le LAND 53, le radar de surveillance au sol Ninox phase 1E, le système de surveillance thermique Ninox phase 1F et les capteurs au sol sans surveillance Ninox phase 2B.